# Одесский завод радиально-сверлильных станков
Одесский завод радиально-сверлильных станков (укр. Одеський завод радіально-свердлильних верстатів) — промышленное предприятие в Одессе.

## История
Основан в 1884 году как Новороссийский механический и чугунолитейный завод. После революции 1917 года и последовавшей гражданской войны, был восстановлен в 1924 году под наименованием Государственный Машиностроительный завод им. В. И. Ленина. С июля 1941 года находился в эвакуации (г. Стерлитамак).

### 1944—1991
Восстановление завода началось в мае 1944 года, на месте разрушенных мастерских Реммаштреста. В 1946 году предприятие было введено в строй (под наименованием Одесский станкостроительный завод) и дало первую продукцию - радиальные станки.
В 1960-е, 1970-е и 1980-е годы завод входил в число ведущих промышленных предприятий Одессы.
В 1976 году завод стал головным предприятием Одесского станкостроительного производственного объединения.
По состоянию на начало 1982 года, завод являлся единственным предприятием СССР, которое имело возможность выпускать радиально-сверлильные станки конвейерно-поточным способом. В это время завод выпускал радиально-сверлильные, алмазно-расточные, хонинговальные, специальные и агрегатные станки, а также станки глубокого сверления (в том числе, станки высокой и повышенной точности); ряд моделей выпускаемых станков мог работать в полуавтоматическом и автоматическом режиме, часть выпускаемых станков была оснащена числовым программным управлением.
В советское время на балансе завода находились объекты социальной инфраструктуры Одессы (база отдыха «Лузановка», стадион «Радиалка» и ведомственный жилой фонд), к концу 1980-х годов численность работников предприятия составляла 5,5 тыс. человек.

### После 1991
После провозглашения независимости Украины в июне 1994 года завод был преобразован в открытое акционерное общество.
В 1990-е годы положение предприятия осложнилось (в условиях неплатежей и инфляции начала 1990х годов заводу некоторое время приходилось работать с клиентами с использованием бартерных схем обмена товарами).
В мае 1995 года Кабинет министров Украины включил завод в перечень предприятий, подлежащих приватизации в течение 1995 года.
В августе 1997 года завод был включён в перечень предприятий, имеющих стратегическое значение для экономики и безопасности Украины.
В апреле 1999 года Кабинет министров Украины принял решение о продаже 15% акций предприятия (до этого времени находившихся в государственной собственности), в декабре 2005 года было принято решение о продаже оставшихся в государственной собственности 15,02% акций предприятия.
Весной 2000 года был предложен план оздоровления объектов одесского станкостроения (к этому времени в городе были сосредоточены 40% мощностей станкостроения Украины - 9 заводов, один НИИ и четыре конструкторских бюро), в соответствии с которым было предложено в первую очередь восстанавливать три крупнейших предприятия: одесский завод прецизионных станков «Микрон», Одесский завод радиально-сверлильных станков и «Прессмаш».
В первой половине 2000х годов завод (сохранивший литейное производство) выполнял работы по литью металлов.
В 2007 году вышла из строя и была выведена из эксплуатации заводская котельная.
Начавшийся в 2008 году экономический кризис осложнил положение завода (до декабря 2008 года были уволены 700 рабочих), с начала 2009 года работникам перестали выплачивать зарплату, в дальнейшем завод практически прекратил производственную деятельность.
По состоянию на начало 2013 года завод входил в число действующих промышленных предприятий Одессы.
В апреле 2013 года по иску коммерческого банка «Проминвестбанк» на счета предприятия был наложен арест, в мае 2013 года по решению хозяйственного суда Одессы для погашения задолженности перед банком по ранее полученному кредиту были реализованы два заводских цеха (механический цех № 3 площадью 1,6 тыс. м² и корпус площадью 2,2 тыс. м²).
30 марта 2014 года в результате пожара были повреждены помещения заводского склада.
К началу июня 2015 года положение предприятия было неблагополучным, численность работников завода составляла около 100 человек, часть производственных площадей была сдана в аренду.
На территории предприятия установлена 15-метровая копия Эйфелевой башни (построенная рабочими завода в 1957 году в масштабе 1:15).